# Noordendijk
De Noordendijk is een dijk in de stad Dordrecht, in de Nederlandse provincie Zuid-Holland. 

## Ontstaan
De dijk werd begin zeventiende eeuw aangelegd als onderdeel van de Noordpolder. Ongeveer tezelfdertijd ontstond ook de Zuidendijk, ten behoeve van de Zuidpolder. Een deel van wat men thans Noordendijk noemt, ontstond echter al eerder: dit was onderdeel van de waterkering rondom het Oudeland van Dubbeldam. Het oostelijkste deel van de dijk grenst zelfs de Zuidpolder af. Ten tijde van hun aanleg liepen de Noordendijk en de Zuidendijk tot aan de Dordtse stadsmuur en omvatten ze alle 'Dubbeldamse' polders; dit verklaart het feit dat ze niet helemaal gelijk lopen met de Noord- respectievelijk Zuidpolder. (De Noordendijk was echter tot ca. 1880 geen Dubbeldams grondgebied.)

## Traject
Ook thans nog begint de Noordendijk onmiddellijk buiten de Dordtse vest, in de wijk die men thans de Noordflank noemt. Dit stuk raakte al in de negentiende eeuw bebouwd. De Singel en de Groenedijk komen erop uit. Aan het eind van de negentiende-eeuwse bebouwing kruist de Noordendijk met de Oranjelaan; op dit punt staat het Energiehuis, waar sinds 2013 poppodium Bibelot gevestigd is. Daarna loopt de dijk tussen de Wantijbuurt en de Vogelbuurt door. Hier lag voorheen het Sportpark Noordendijk, dat intussen vervangen is door de nieuwbouwwijk Plan Tij.  Kort daarna ontspringt de Wantijdijk aan de Noordendijk. Op het laatste deel van het traject loopt de Noordendijk tussen Dubbeldam en Stadspolders door. Hier kruist de dijk de Randweg N3 en de MerwedeLingelijn. Ook is de dijk hier twee keer doorgraven, ten behoeve van de Hastingsweg en de Recklinghausenweg, die beide naar Stadspolders leiden. Op het punt waar de Vissersdijk de Noordendijk raakt, ligt de buurtschap 't Vissertje. Nog later raakt de Oudendijk de Noordendijk. Ten slotte eindigt de Noordenijk even na Stadspolders, waar hij in een driesprong samenkomt met de Zeedijk en overgaat in de Zuidendijk.

## Aanzien
Zoals boven beschreven is de Noordendijk inmiddels overal ingesloten door bebouwing. Bebouwing aan de dijk vindt men op de Noordflank en in 't Vissertje. Op de Noordflank staat ook een rijksmonument, de molen Kyck over den Dyck. Gemeentelijke monumenten vindt men zowel aan de Noordflank als in 't Vissertje; in totaal zijn het er zestien.

## Functie
Door de aanleg van nieuwe polders ná de Noordpolder heeft de  Noordendijk niet overal meer een waterkerende functie. (Dit verklaart waarom hij bij Stadspolders kon worden doorgraven.) Ten westen van de Wantijdijk (zie boven) is dat echter nog wel het geval. De dijk is daar evenwel van matige kwaliteit; nog bij de Watersnood van 1953 brak hij door, zodat een deel van Dordrecht onder water kwam te staan.